# Långgöl (Ukna socken, Småland, 644303-153083)
Långgöl är en sjö i Västerviks kommun i Småland och ingår i Vindåns huvudavrinningsområde.